# Podčeskoleská pahorkatina

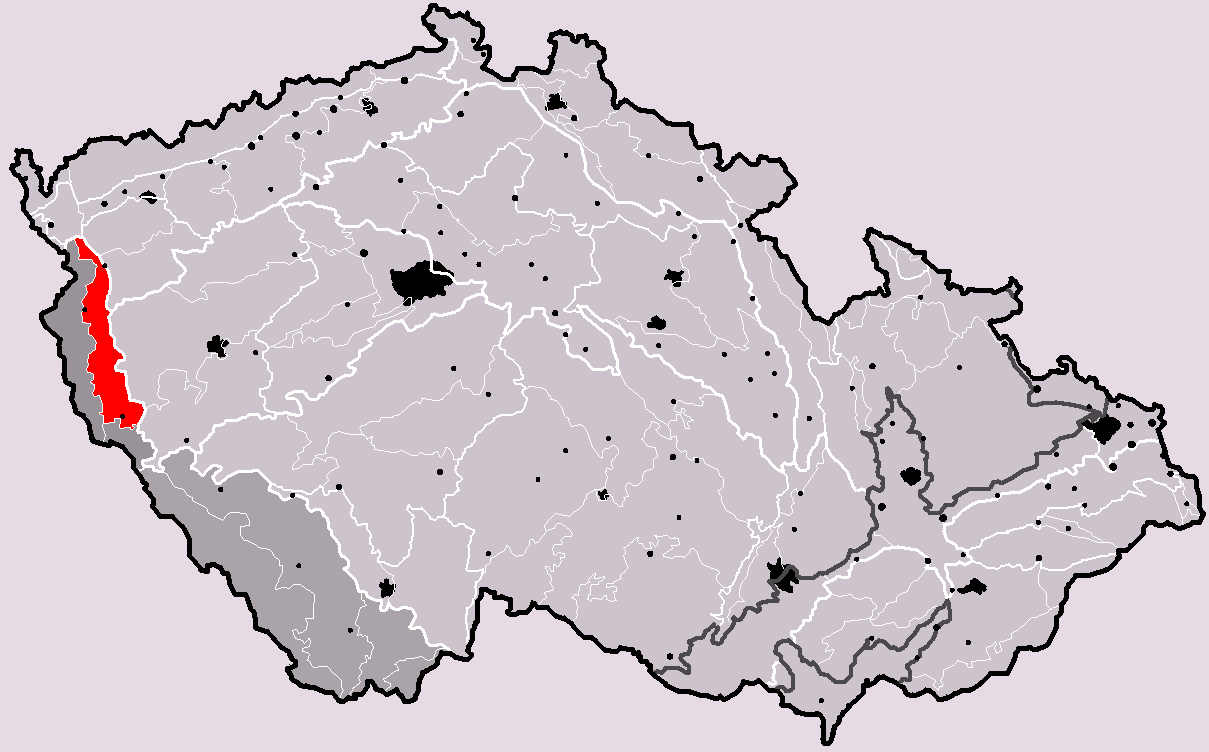
Geomorphologische Einteilung Tschechiens mit Podčeskoleská pahorkatina (rot markiert)

Podčeskoleská pahorkatina („Hügelland beim Oberpfälzer Wald“) ist eine geomorphologische Einheit und raues Hochland, das sich im abgesenkten Gebiet des Cheb-Domažlice-Wassergrabens erstreckt.

## Geologie
Es liegt auf den kristallinen Gesteinen von Barrandium (Gneis, Paragneis, Glimmer, Granit, Amphibolit, Gabro, Diorit). Zahlreich sind ausgedehnte Überreste von tertiären abgeflachten Oberflächen (Etchplains, Pediplains) und flachen tektonischen Becken mit neogenen Sedimenten, im zentralen Teil gibt es eine große Anzahl von Teichen. Niedrige Senken, strukturelle Grate sowie Verwitterung und Abtragung von Granitfelsen sind gleichmäßig verteilt.

## Naturschutz
Das 2005 ausgewiesene geschützte Landschaftsgebiet Český les erstreckt sich auf das gesamte Gebiet.

## Gewässer
Dominante Gewässer sind die Flüsse Ohře (deutsch: Eger) und Mže (deutsch: Mies).

## Geomorphologische Klassifizierung
- System: Hercynisch
- Untersystem: Hercynisches Gebirge
- Provinz: Böhmische Masse (Česká vysočina)
- Subprovinz: Šumavská subprovincie (Böhmerwald-Subprovinz)
- Gebiet: Českoleská oblast (Oberpfälzerwald-Gebiet)
- Haupteinheit: Podčeskoleská pahorkatina („Hügelland beim Oberpfälzer Wald“)
- Untereinheit: Tachovská brázda, Chodská pahorkatina („Melhuter Hügelland“)